# Powiat de Września
Pour les articles homonymes, voir Września (homonymie).
Le powiat de Września (en polonais : powiat wrzesiński) est un powiat appartenant à la voïvodie de Grande-Pologne dans le centre-ouest de la Pologne.
Il est né le 1er janvier 1999, à la suite des réformes polonaises de gouvernement local passées en 1998.
Le siège administratif du powiat est la ville de Września, qui se trouve à 63 kilomètres au sud-est de Poznań, capitale de la voïvodie de Grande-Pologne. Le powiat possède trois autres villes, Miłosław, située à 16 kilomètres au sud-ouest de Września, Nekla, située à 12 kilomètres à l'ouest de Września, et Pyzdry, située à 20 kilomètres au sud de Września.
Le district couvre une superficie de 704,19 kilomètres carrés. En 2012, sa population totale est de 76 453 habitants, avec une population pour la ville de Września de 29 564 habitants, pour la ville de Miłosław de 3 589 habitants, pour la ville de Nekla de 3 203 habitants, pour la ville de Pyzdry de 3 188 habitants, et une population rurale de 36 909 habitants.

## Division administrative

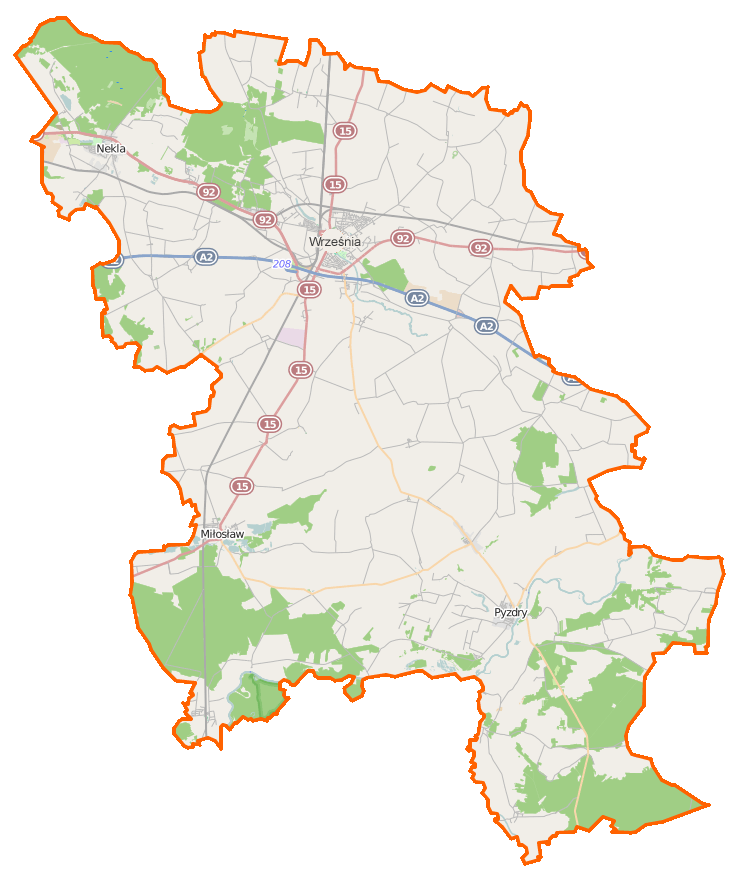
Plan du powiat.

Le powiat de Września comprend 5 communes :
- 4 communes mixtes (urbaines-rurales) : Miłosław, Nekla, Pyzdry et Września ;
- 1 commune rurale : Kołaczkowo.

Celles-ci sont inscrites dans le tableau suivant, dans l'ordre décroissant de la population.
| Gmina      | Type         | Superficie (km²) | Population (2012) | Siège      |
| Września   | urbain-rural | 221,8            | 45 523            | Września   |
| Miłosław   | urbain-rural | 132,3            | 10 385            | Miłosław   |
| Pyzdry     | urbain-rural | 137,9            | 7 240             | Pyzdry     |
| Nekla      | urbain-rural | 96,2             | 7 191             | Nekla      |
| Kołaczkowo | rural        | 116              | 6 114             | Kołaczkowo |

## Démographie
Données du 30 juin 2005 :
| Description | Total  | Total | Femmes | Femmes | Hommes | Hommes |
| ----------- | ------ | ----- | ------ | ------ | ------ | ------ |
| Unité       | Nombre | %     | Nombre | %      | Nombre | %      |
| Population  | 73 658 | 100   | 37 633 | 51,09  | 36 025 | 48,91  |
| Urbain      | 38 554 | 52,34 | 19 973 | 27,12  | 18 581 | 25,23  |
| Rural       | 35 104 | 47,66 | 17 660 | 23,98  | 17 444 | 23,68  |

## Histoire
De 1975 à 1998, les différentes gminy du powiat actuelle appartenait administrativement aux voïvodies de Poznań et de Konin.

Le powiat de Września est créée le 1er janvier 1999, à la suite des réformes polonaises de gouvernement local passées en 1998, et est rattachée à la voïvodie de Grande-Pologne.